# Национальный музей воздухоплавания и астронавтики
Национальный музей воздухоплавания и астронавтики (англ. National Air and Space Museum) — музей Смитсоновского института, расположенный на Национальной аллее в Вашингтоне в США, в котором экспонируется самая большая в мире коллекция исторических самолётов и космических аппаратов.
Это исследовательский центр в области истории и науки авиации и космических полетов, а также планетологии, геологии и геофизики. Почти все экспонаты музея — оригинальные исторические экземпляры или их дублеры.
Это второй по популярности музей Смитсоновского института, включающий также Центр Стивена Удвара-Хази.

## Архитектура
Из-за непосредственной близости к Капитолию США было решено построить впечатляющее здание, но так, чтобы здание Капитолия не выглядело блекло на его фоне. Архитектор Гио Обата из компании Hellmuth, Obata and Kassabaum разработал план здания: 4 мраморных куба, внутри которых представлены экспонаты небольших размеров, соединены тремя перешейками из стекла и стали, где выставлены крупные экспонаты, такие как ракеты, самолёты и космические аппараты. Внешне музей напоминает здание Национальной галереи искусств, также расположенное на Национальной аллее и также облицованное розовым мрамором из Теннесси.
Строительная компания Gilbane завершила строительство Национального музея воздухоплавания и астронавтики в 1976 году. Вход в учреждение расположен в западной стеклянной стене здания.

## История

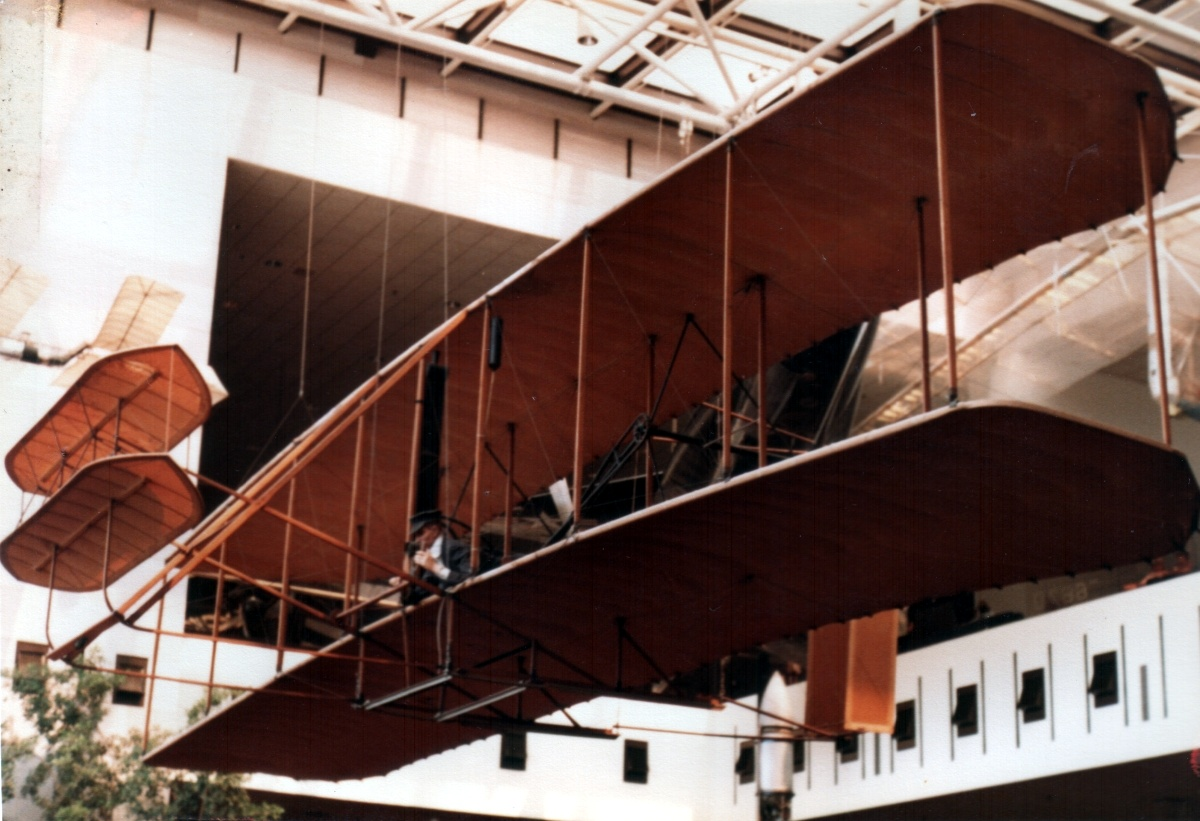
Wright Flyer висящий в музее

Изначально музей назывался Национальным музеем авиации (англ. National Air Museum), он был учреждён актом Конгресса от 12 августа 1946 года, законопроект подписал президент Гарри Трумэн.
Соответствующий музейный фонд начал формироваться Смитсоновским институтом задолго до того. Так, несколько воздушных змеев были переданы китайской императорской комиссией после Всемирной выставки 1876 года, прошедшей в Филадельфии. Музей получил эти экспонаты благодаря тому, что секретарь Смитсоновского института убедил участников выставки из Китая в том, что доставка этих экспонатов обратно обойдётся слишком дорого. Первым экспонатом, купленным Смитсоновским институтом, был авиационный паровой двигатель Стрингфеллоу, который поступил в коллекцию в 1889 году и находится в ней по сей день.
На момент создания музея у Смитсоновского института не было здания, способного вместить все экспонаты, множество которых было, в частности, получено от армии и флота США, в том числе аппараты, захваченные во время Первой мировой войны. Часть коллекции выставлялась в Музее искусств и промышленности, некоторые хранились в павильоне авиастроения, также известном как «Оловянный ангар» (англ. Tin Shed), — в металлическом ангаре, расположенном к югу от здания Смитсоновского института. Большие ракеты были выставлены снаружи, составляя так называемый «Ракетный Ряд» (англ. Rocket Row). Внутри ангара находились бомбардировщик Martin, истребитель-бомбардировщик LePere и поплавковый гидросамолёт Aeromarine 39B. Часть коллекции так и хранится в ангаре из-за недостатка места в музее.
После Второй мировой войны и Корейской войны Смитсоновский институт получил большое количество самолётов, что вызвало необходимость в создании площадей для хранения и восстановления самолётов. Учреждение Гарбера (англ. Garber Facility), где сейчас хранятся и реставрируются экспонаты, перешло в ведение музея в 1952 году.
Также планируется, что международный кометный исследователь, находящийся сейчас на гелиоцентрической орбите, будет передан в коллекцию музея.

## Экспонаты

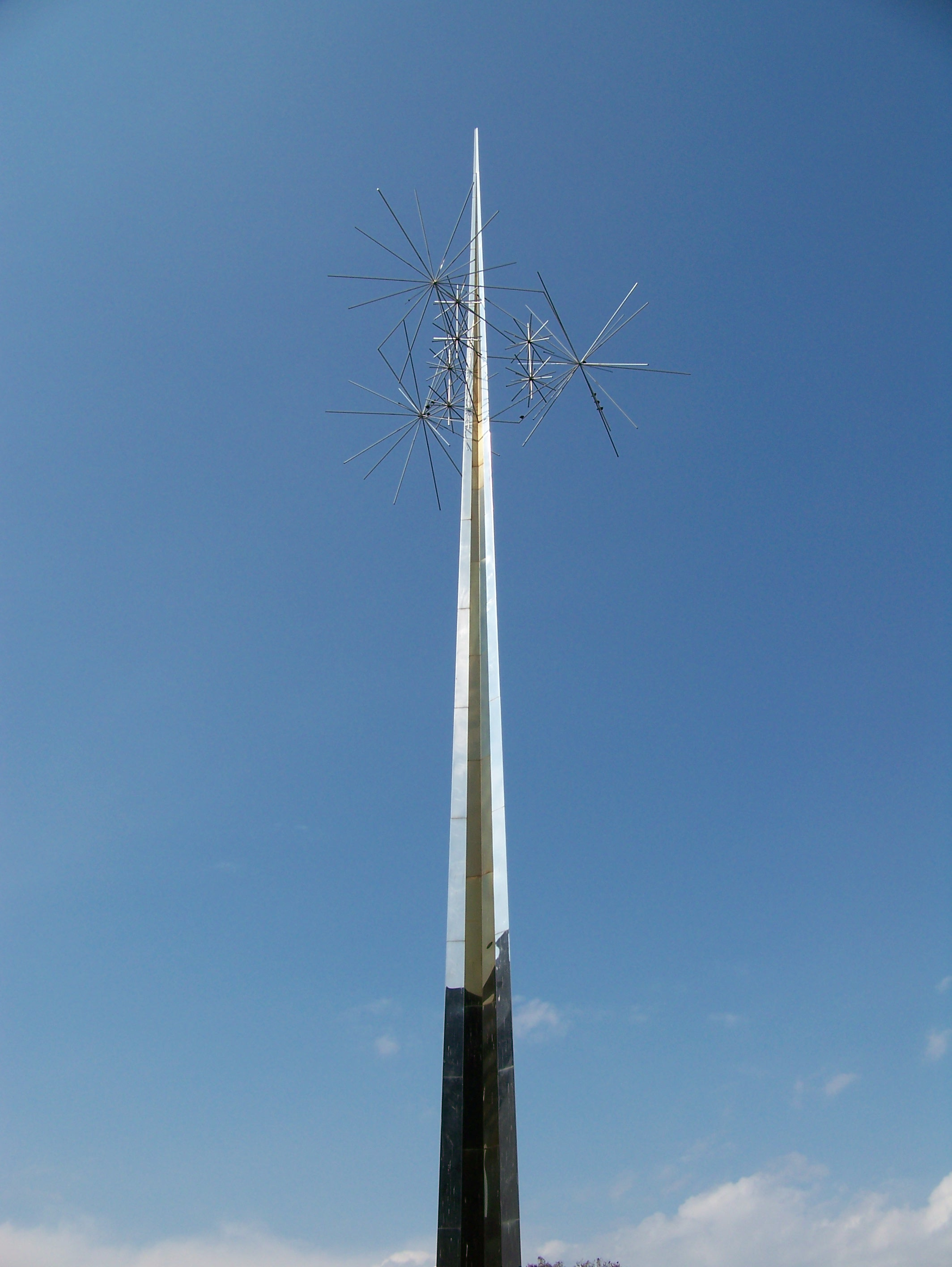
Ad Astra ("к звездам"), скульптура на входе в здание
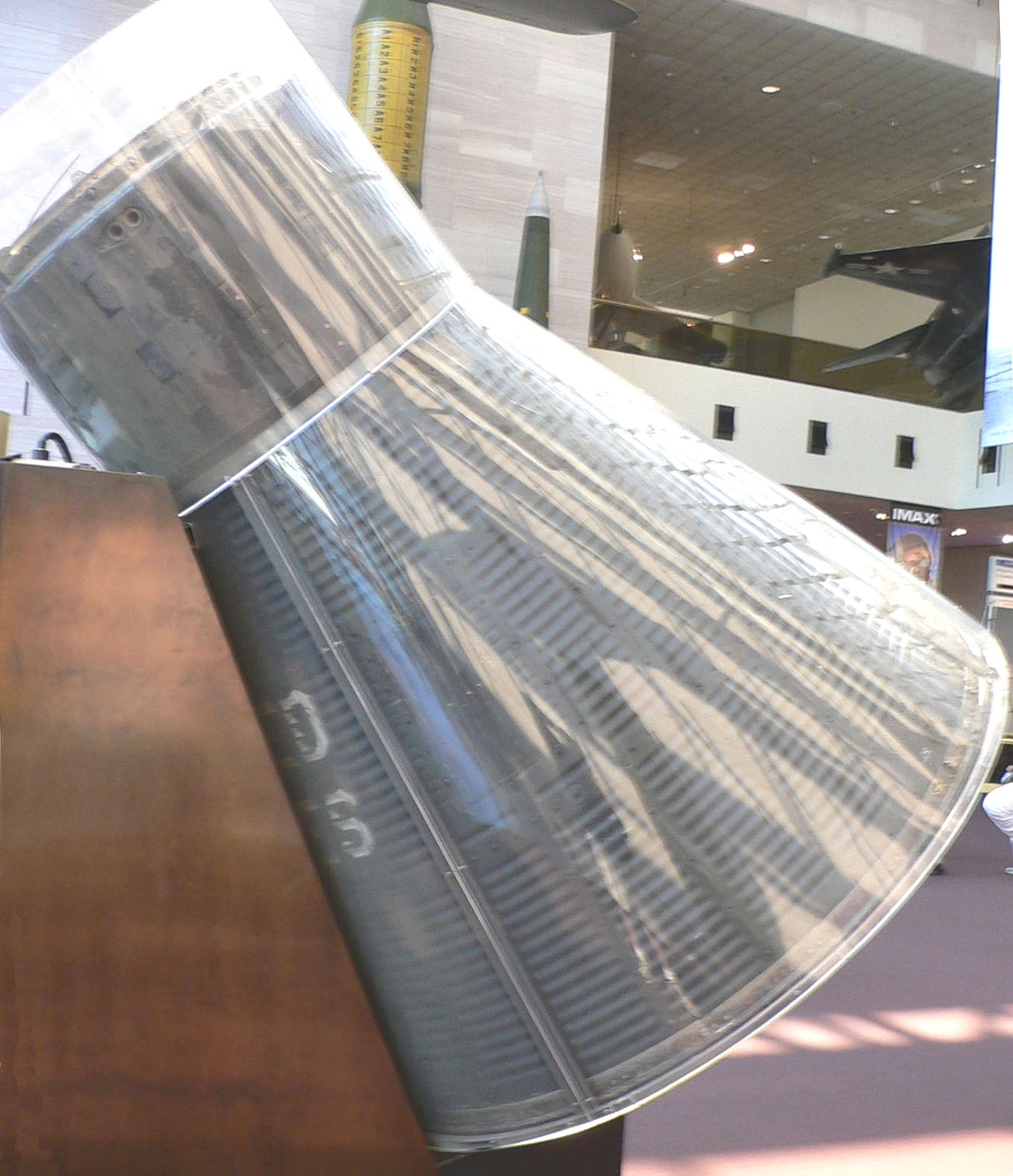
Космический аппарат Mercury Friendship 7
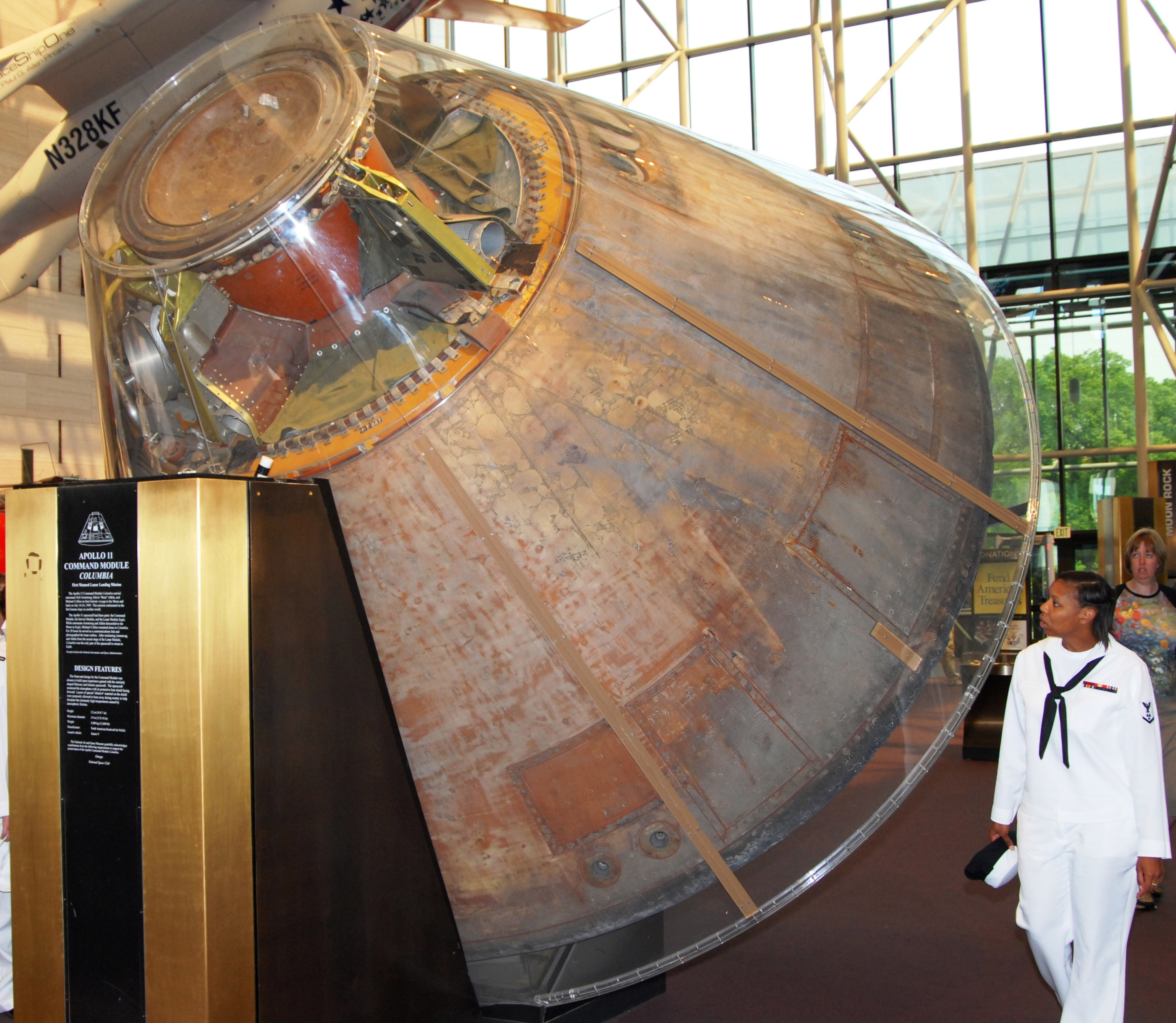
Командный модуль Аполлон-11
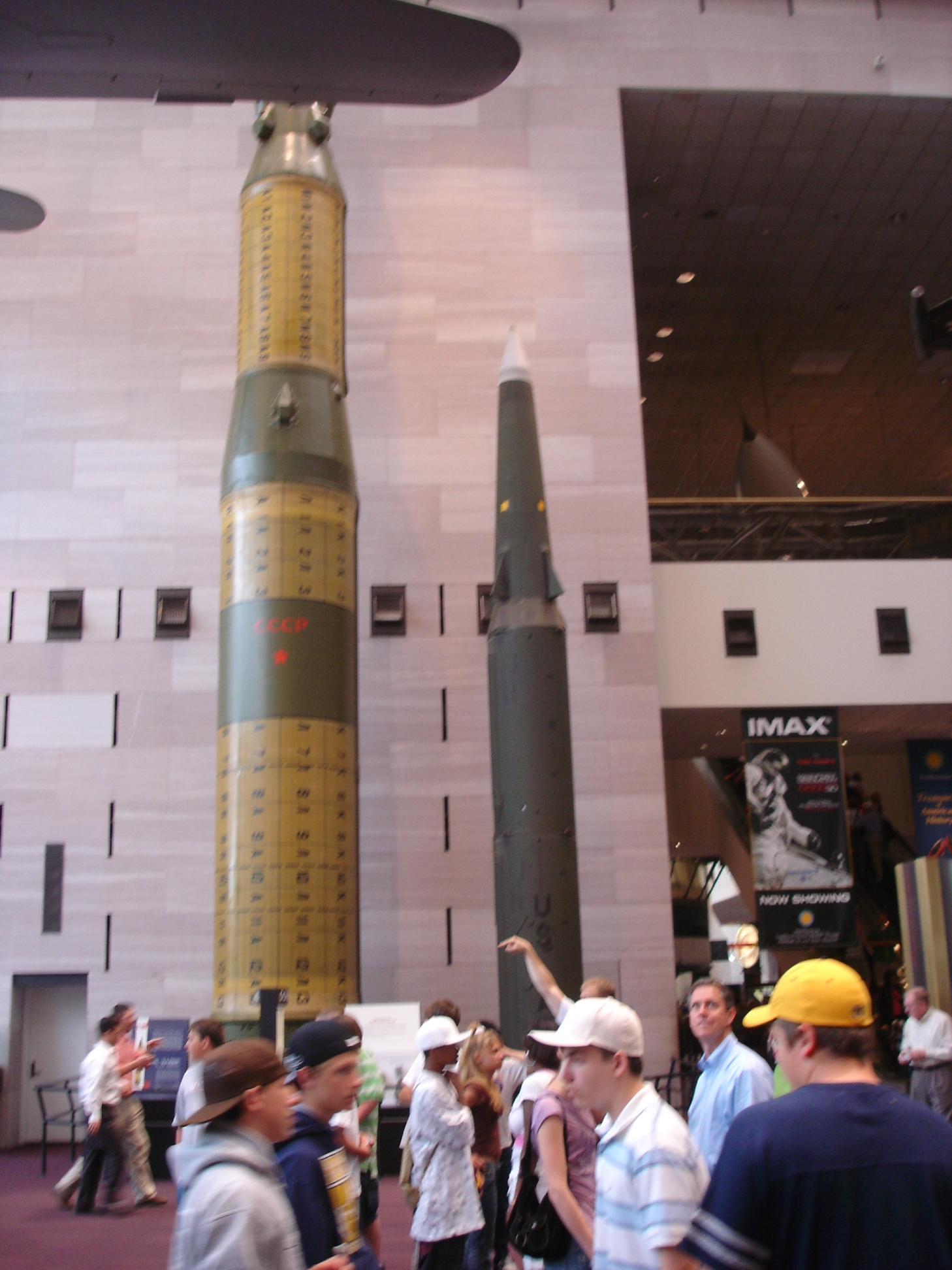
Советская ракета СС-20 и американская Pershing II
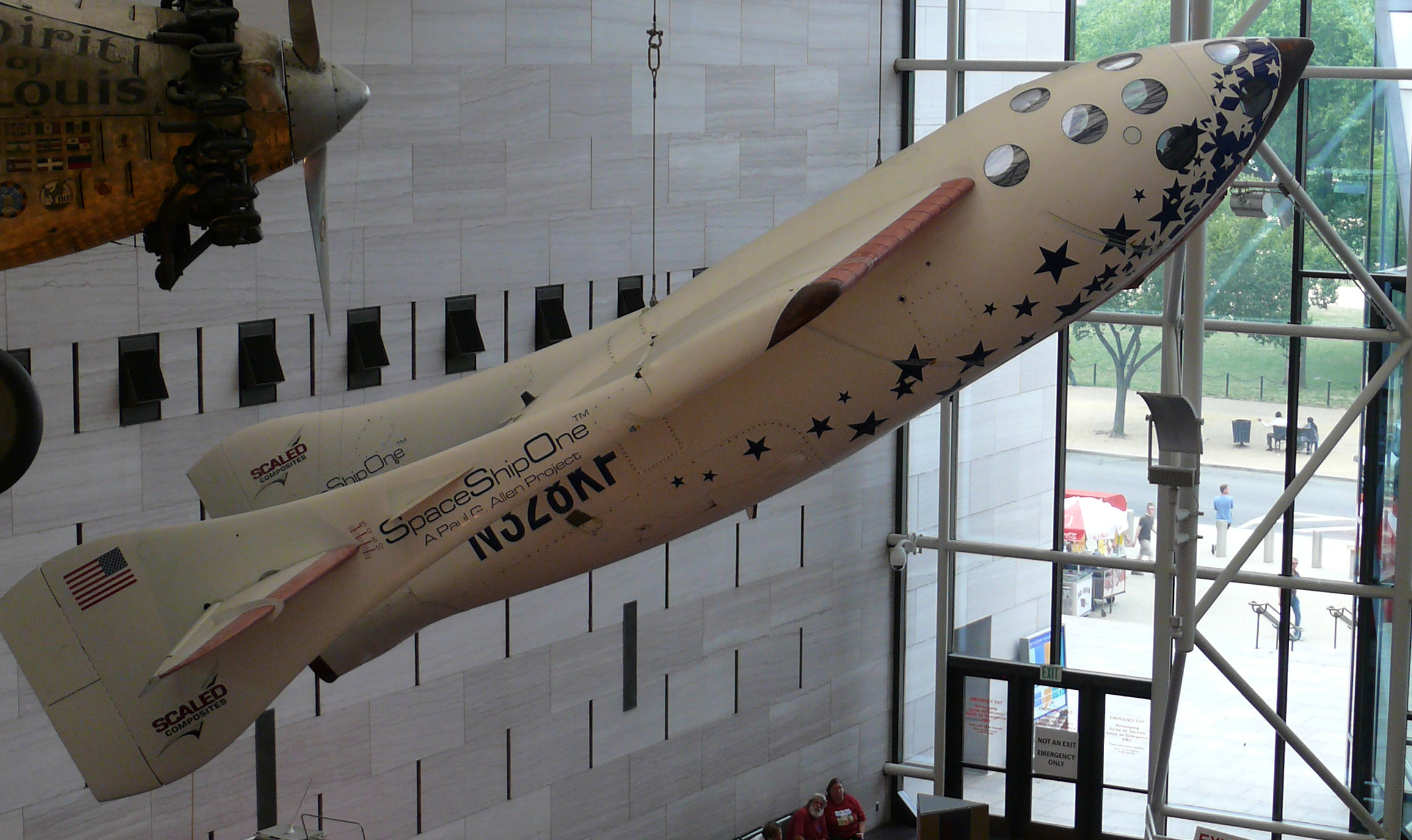
SpaceShipOne
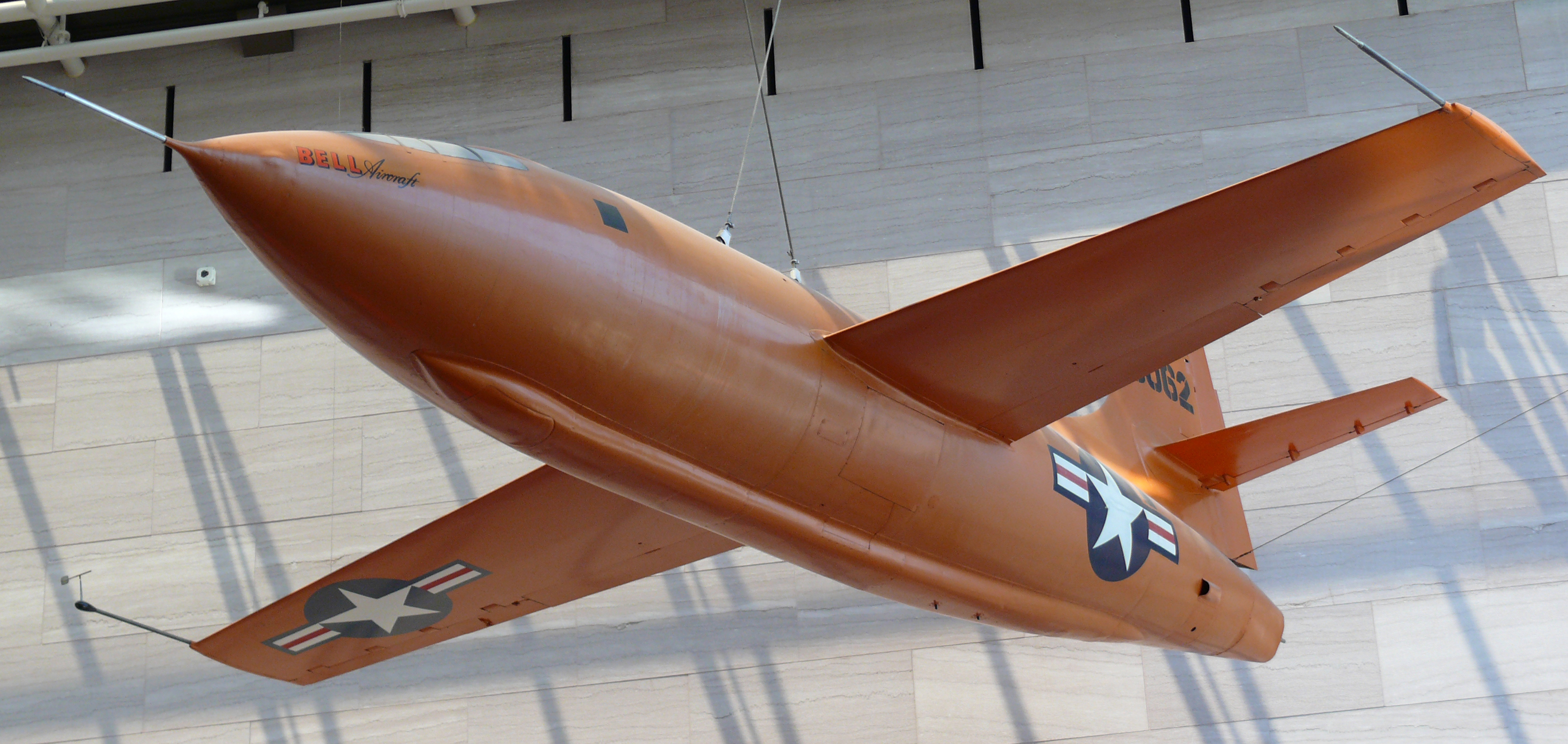
Bell X-1
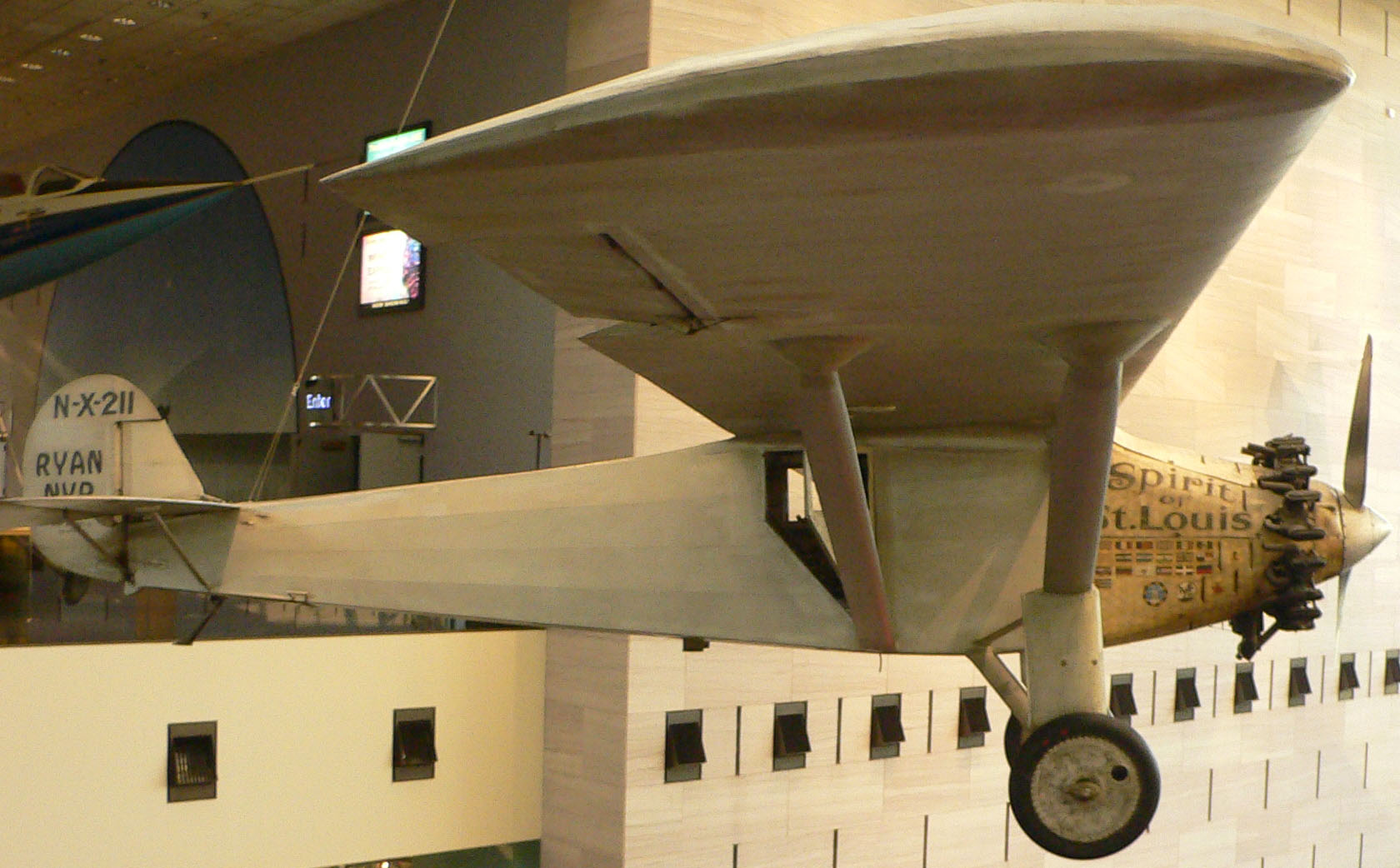
Spirit of St. Louis
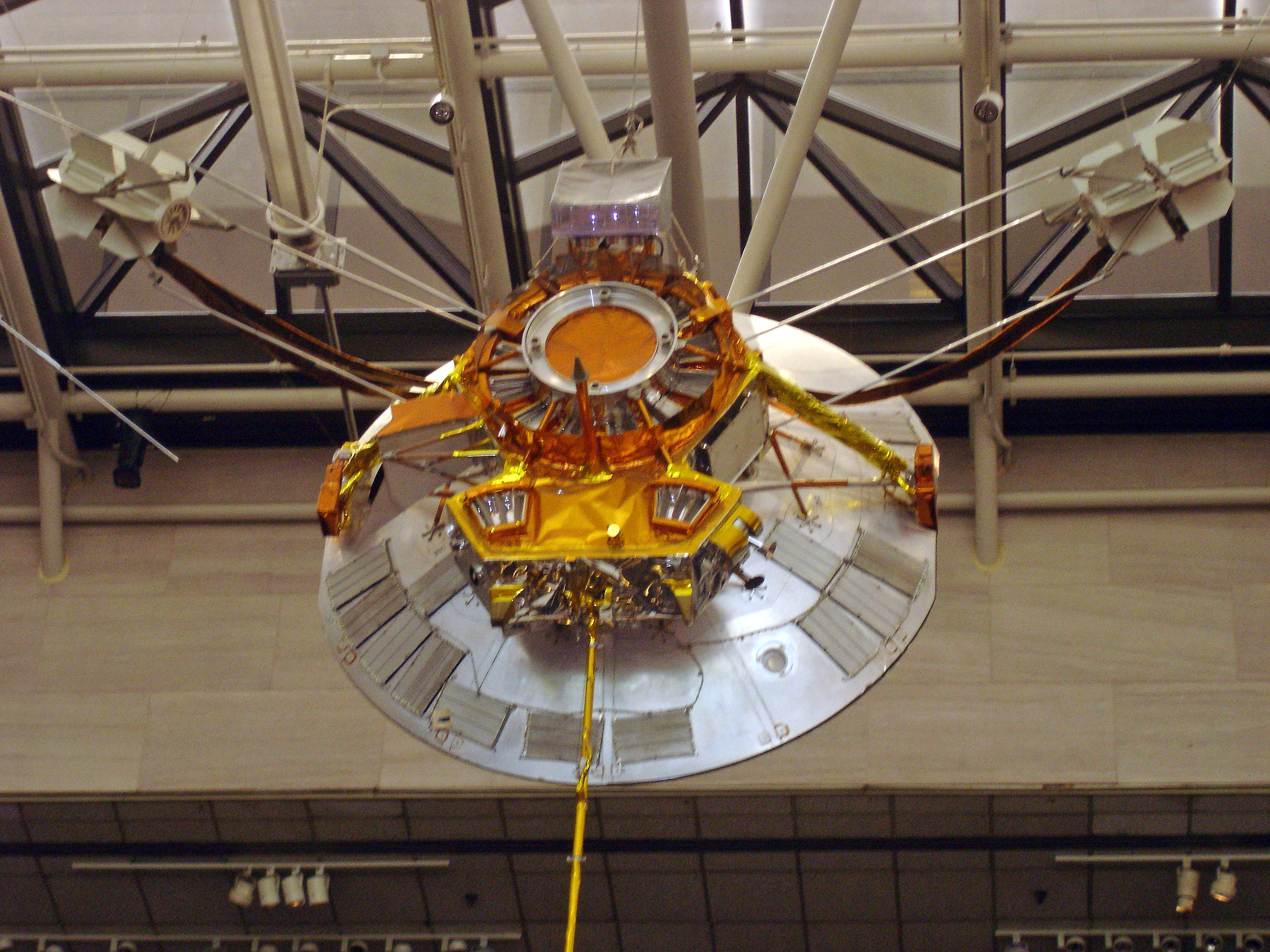
Pioneer H
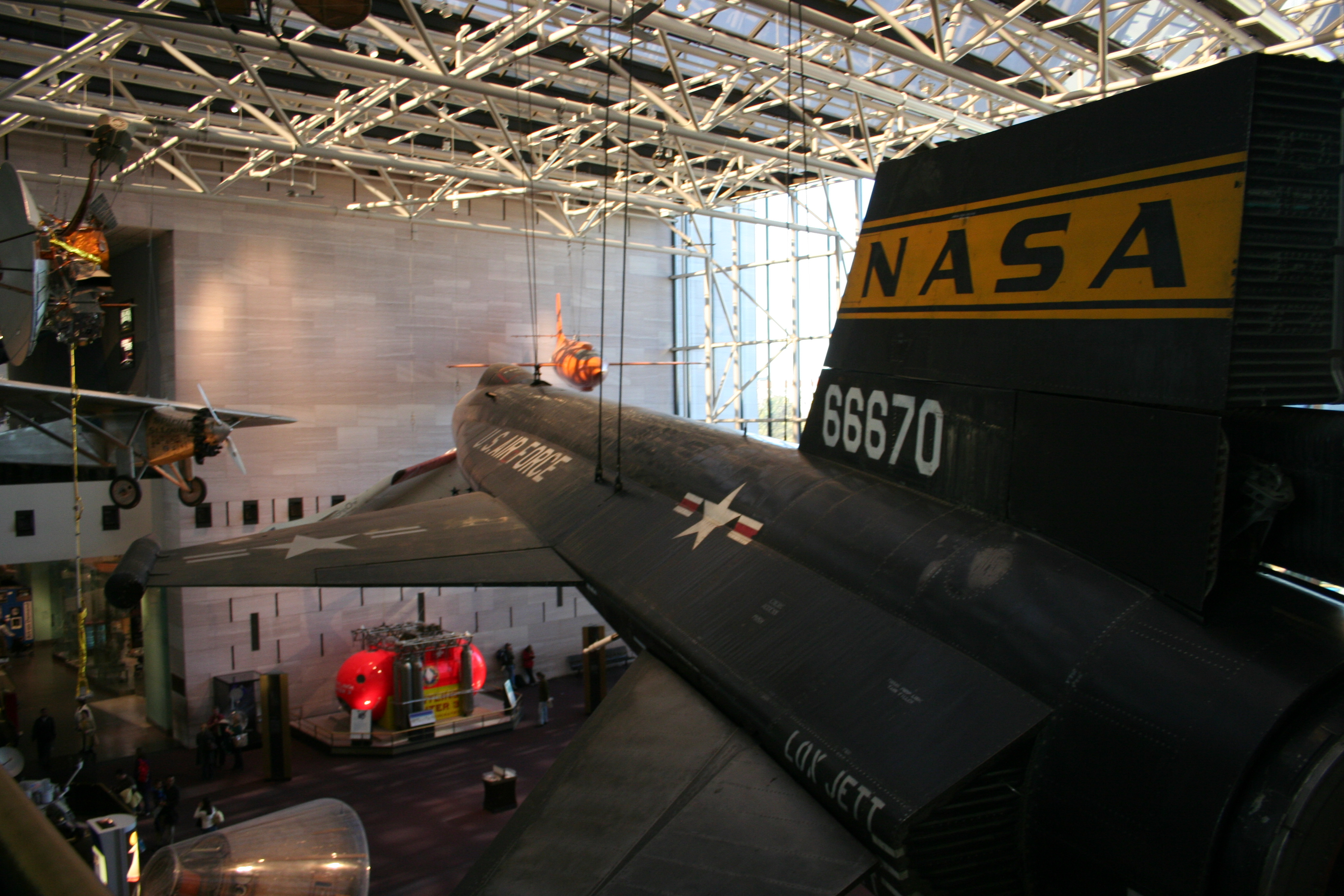
North American X-15
Союз — Аполлон
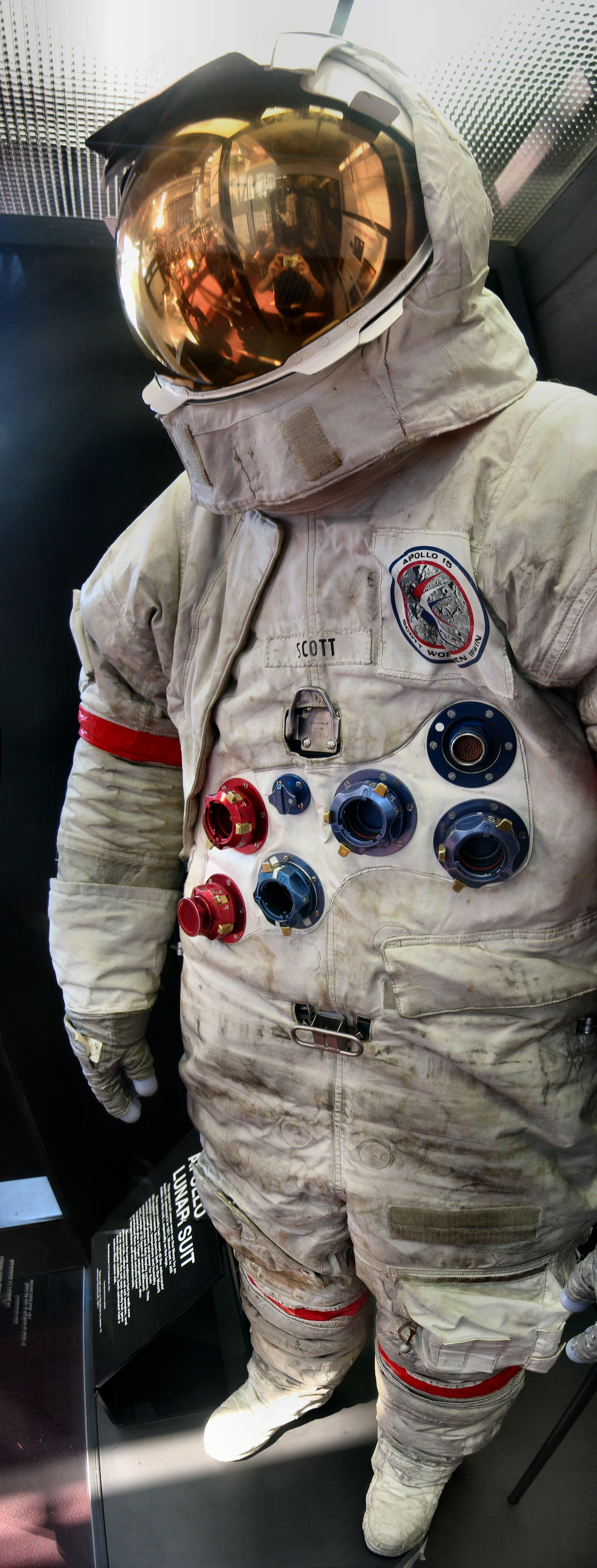
Скафандр Д.Скотта
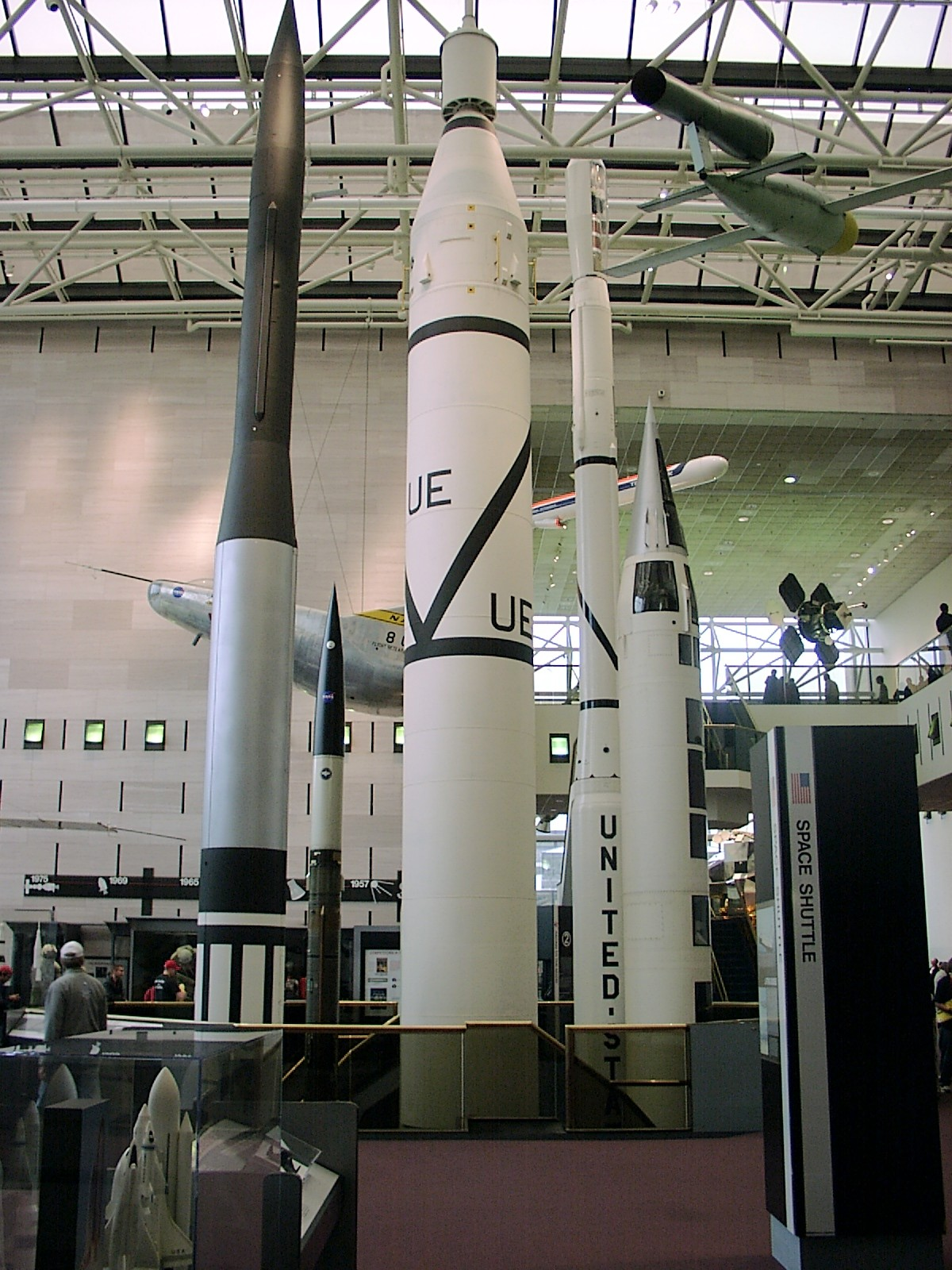
Межконтинентальные ракеты
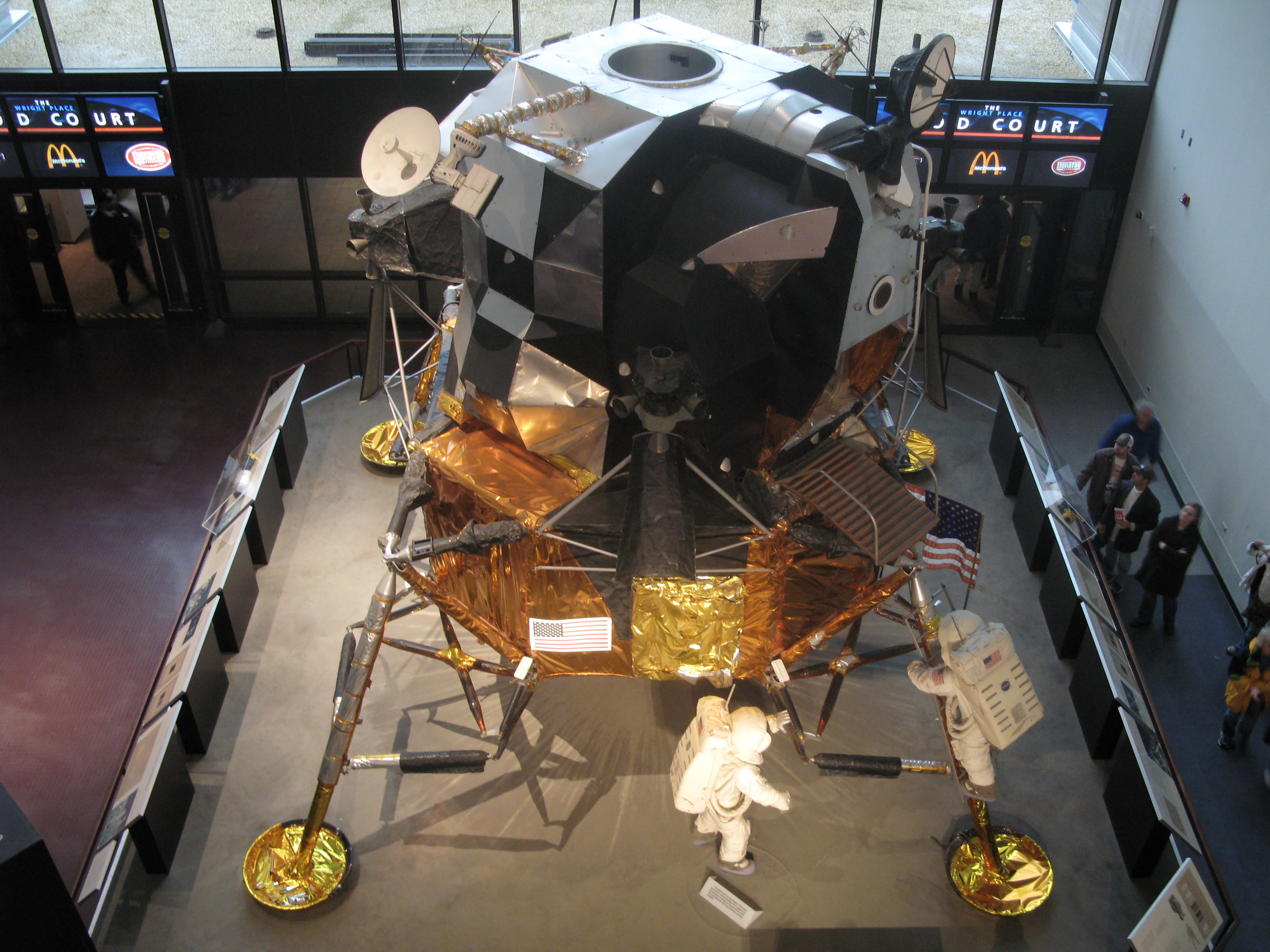
Лунный модуль космической программы Аполлон LM-2
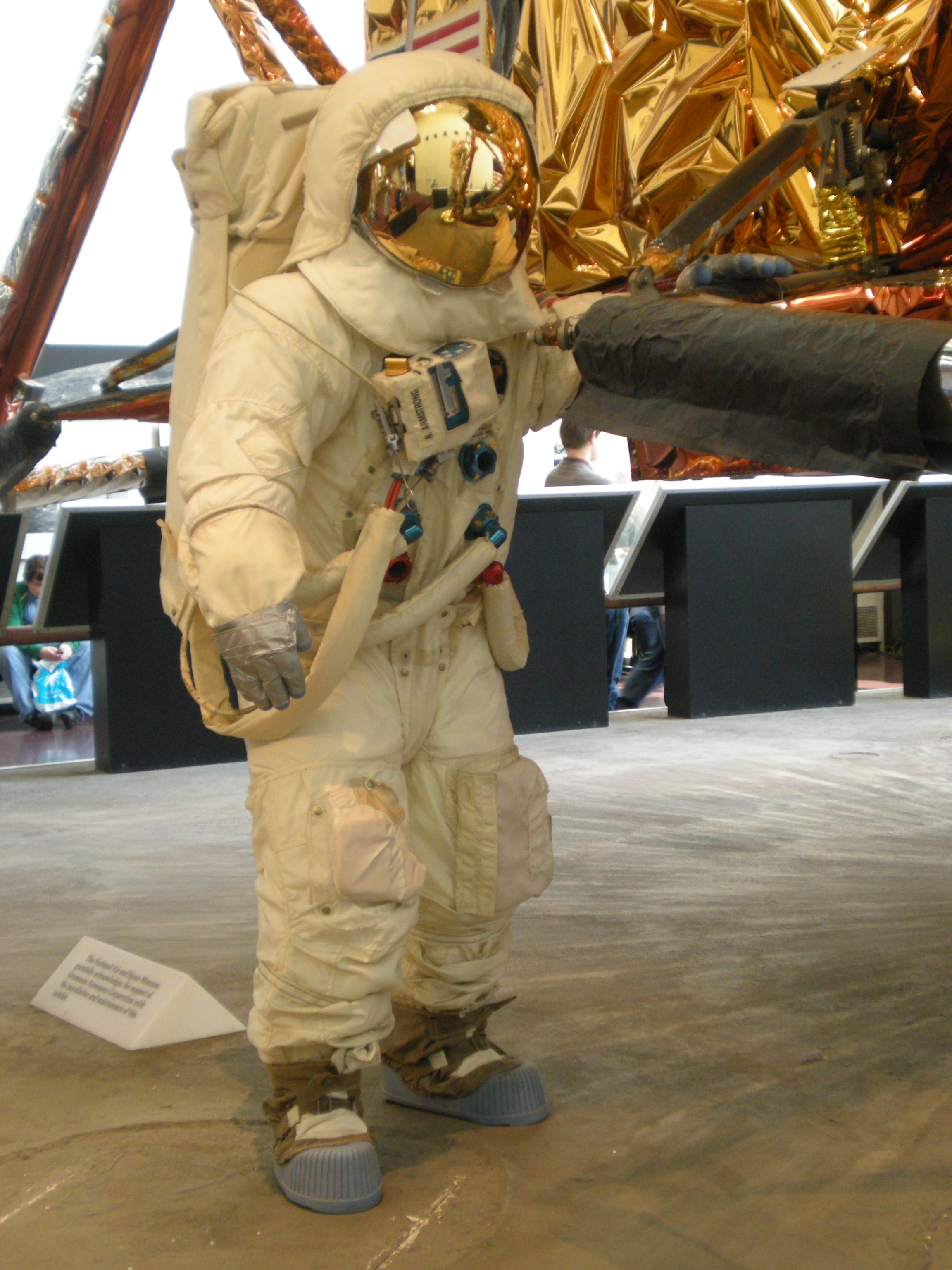
Копия лунного скафандра
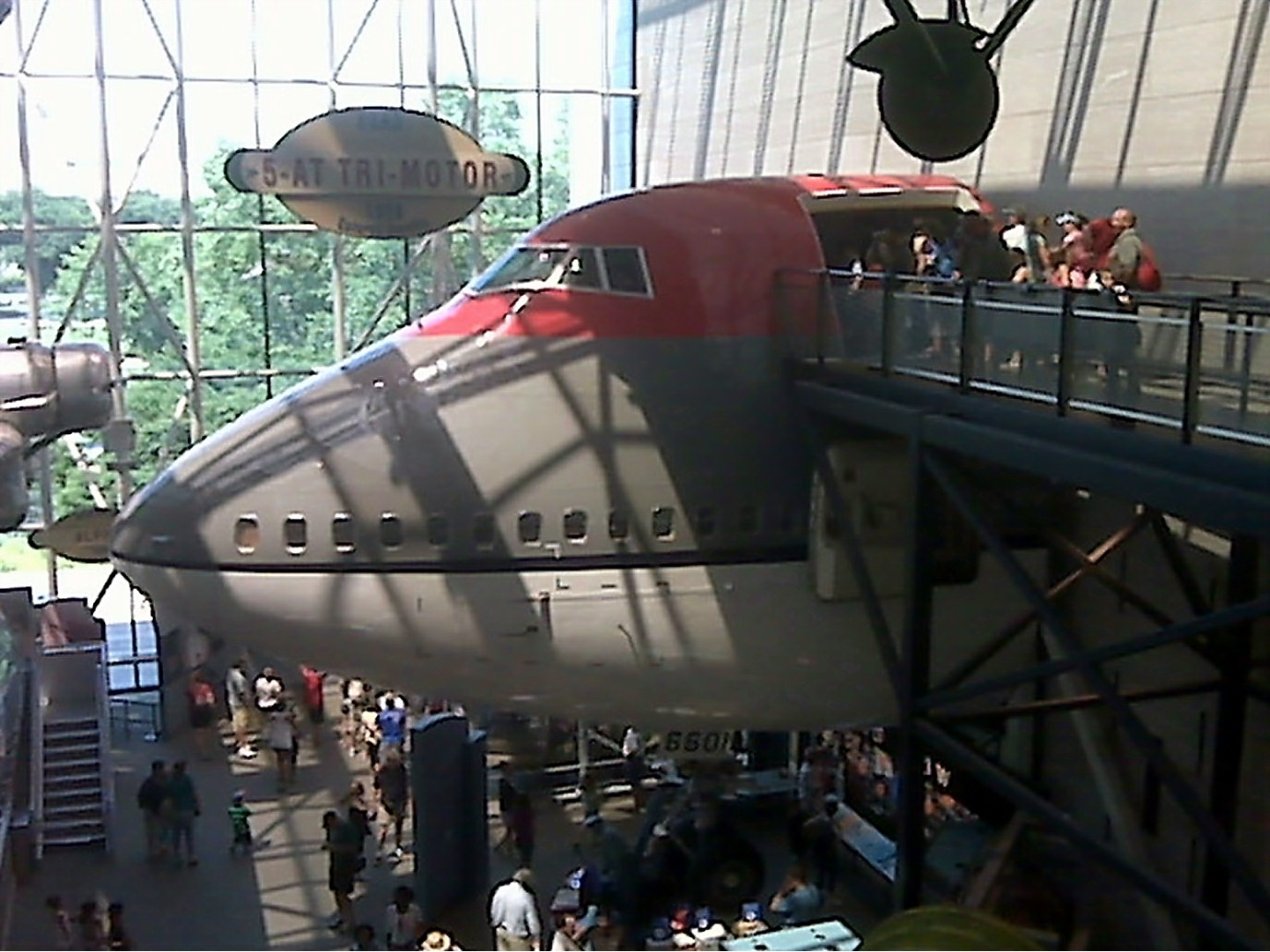
Boeing 747
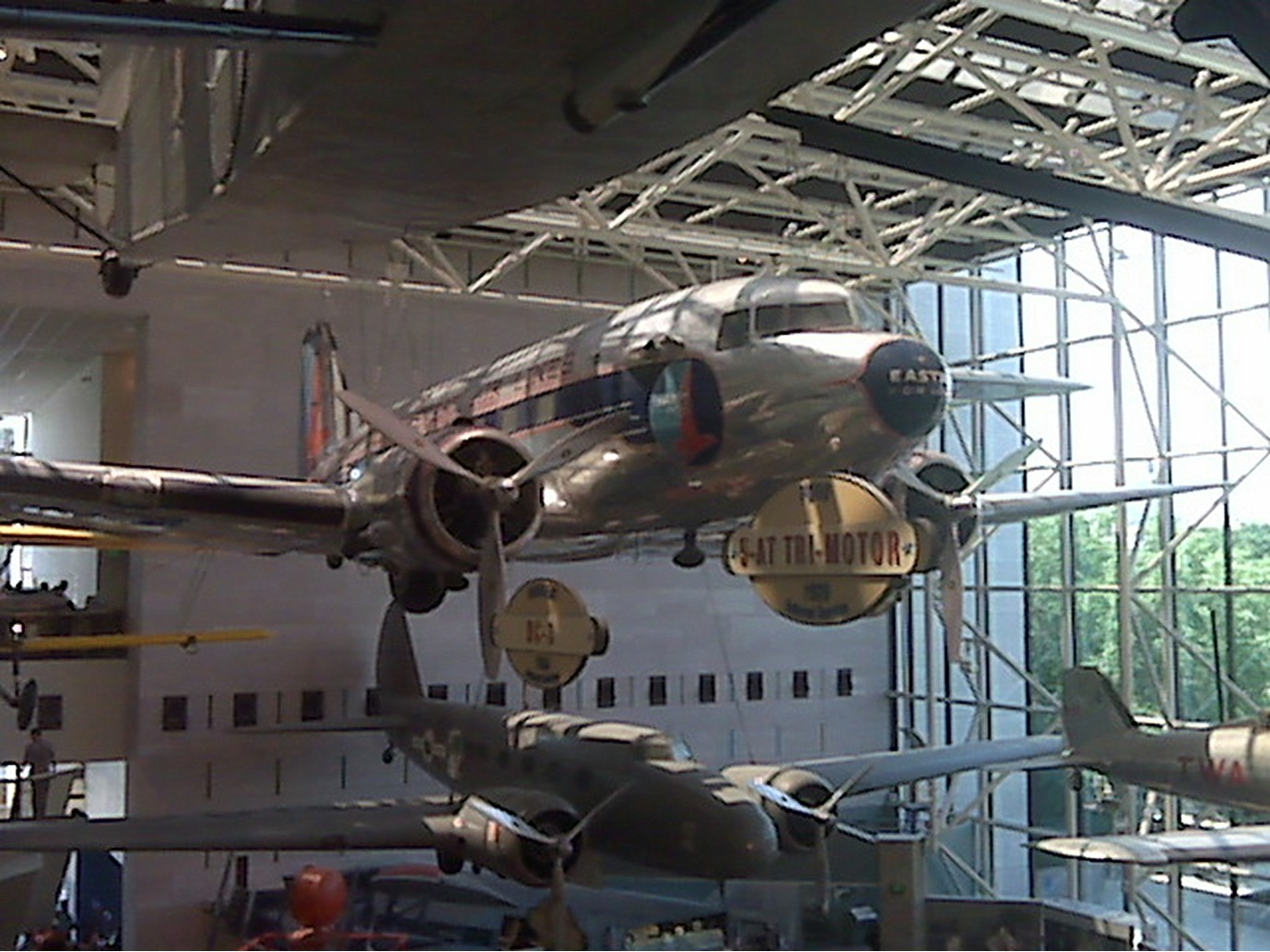
Douglas DC-3
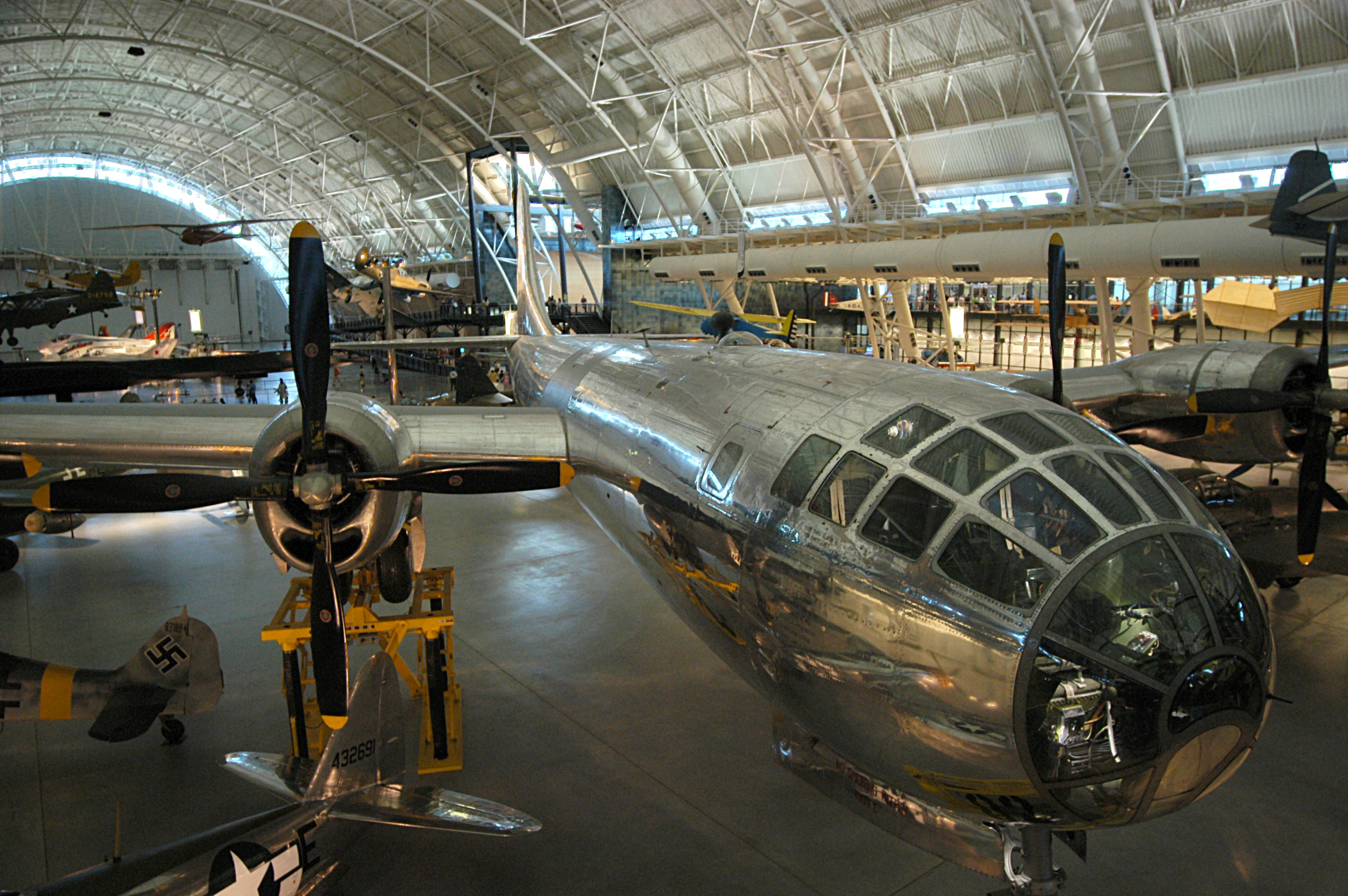
B-29 «Enola Gay» бомбивший Хиросиму в 1945 году